# Armée de libération nationale (Maroc)
Pour les articles homonymes, voir ALN et Armée de libération nationale.
L'Armée de libération nationale du Maroc (ALN) a été créée dans les années 1950 dans le but de libérer le Maroc de l'occupation française et espagnole.

## Histoire

### Armée de libération nationale (ALN)
L’ALN fondée d’après une idée d'Abdelkrim el-Khattabi (Comité de Libération du Maghreb) est issue au départ de l'Istiqlal et chapeautée politiquement par le comité de Tétouan (Torrès, Khatib, Cheikh Messaoud Ababou, etc.). Elle viendra se greffer sur un début de révolte de la tribu Igzenayen consécutif à la non-signature par ses chefs (sur ordre de Mohand ben Messaoud Ababou) des pétitions lancées par les Caïds de l’Atlas, visant à déposer le sultan Mohammed Ben Youssef (futur Mohamed V) au profit de Mohammed ben Arafa, imposé par la France et le Glaoui,,,. À partir de 1953 et la nomination du capitaine Taddi à Boured, la tribu connaitra une période d'extrême tension entre ses chefs et les autorités françaises.
Profitant de la proximité de la zone espagnole et de la protection de Cheikh Messaoud, L’ALN sera en mesure de s’entrainer en pleins territoire des Asht Assem des Igzenayen de 1954 à son premier coup d’éclat, l’attaque simultanée de trois bureaux indigènes (Boured, Tizi ouasli, Imouzzer Marmoucha) dont la principale à Boured le 2 octobre 1955. Ce fut le commencement de la guerre d'indépendance aussi appelée "La deuxième guerre du Rif",. Les combats, d’une rare intensité et mobilisant 15 000 soldats français dureront jusqu’au mois de mars 1956, principalement sur le territoire des Igzenayen (le front rifain étant le seul à se développer), et au retour du Roi puis à la proclamation de l’indépendance,,,.
L’ALN a été fondée politiquement par des gens de tout le Maroc (Abbas, Khatib, etc.), le Chef des opérations était Hassan Zkriti (Igzenayen), le Chef Militaire Mohamed Ghabouchi (Igzennayen) et  le coordinateur front nord (principalement depuis Nador) était Abbas Mesaaâdi cependant l’immense majorité de ses troupes combattantes e ses commandants (Mohamed Ghabbouchi, Hassan Zkriti, Massoud Akjoud, Akoudad, etc.) étaient issus de dur Rif central : Igzennayen, Ait Ammart et dans une moindre mesure Ait Ouriaghel,,,. À son plus fort elle est composée de près de 5 000 hommes.
Le 29 mars 1956, à la suite de l'appel au calme du sultan Sidi Mohammed ben Youssef et quelque temps après l’annonce de l'indépendance du Maroc, le haut commandement de l'ALN en accord avec le Mouvement de la Résistance annonce dans un tract la cessation provisoire des opérations militaires notamment dans le Rif, tout gardant ses positions jusqu'à ce que la souveraineté marocaine soit entièrement libérée sans condition ni réserve. Le 31 mars, le sultan reçoit trente chefs de l'ALN, venant des secteurs du Rif, du Maroc oriental, de l'Atlas et des confins algéro-marocains, confirmant leur allégeance et obéissance à la monarchie et l'ALN est intégrée officiellement aux Forces armées royales  le 14 mai 1958, elle est alors composée des effectifs de l'ALN et l'ALN sud (ALNS).

### Armée de libération nationale sud (ALNS)
L'ALN composée initialement de contingents berbères du Rif (vétérans des affrontements précédents) et du Moyen-Atlas est renforcée par de nombreuses tribus du sud qui attaquent le poste Oum El Achar. Les 100 à 400 combattants de l'ALN enlèvent le poste, tuent le lieutenant Gilbert Lentignac, et anéantissent la moitié de la garnison. L'attaque a un grand retentissement, même dans la presse parisienne, mais l'ALN n’exploite pas ce succès.
Le 15 février 1957, l'ALN devenue ALNS tend une embuscade à l'armée française au puits d'El-Amar, à une centaine de kilomètres au nord-est de Fort-Trinquet, dans le nord mauritanien. Près de 200 combattants de l'ALN surprennent une patrouille d'une quarantaine de soldats français se rendant dans le secteur. Près de 23 soldats sont tués.
Le 6 août 1957, l'ALN attaque à nouveau le poste d'Oum El Achar, mais l'armée française repousse facilement les Marocains.

### Guerre d'Ifni
La guerre d'Ifni est le nom donné aux opérations militaires menées par l'Armée de libération marocaine  sud  comprenant une majorité de Aït Baâmrane et de Reguibat complétés par des volontaires de tout le Maroc entre octobre 1957 et avril 1958 contre les troupes coloniales espagnoles pour libérer Ifni, Tarfaya et le Sahara occidental de l'occupation espagnole. En espagnol, cette guerre est dénommée la guerra olvidada qui signifie la « guerre oubliée ».

### Bataille de Dcheira
La Bataille de Dcheira, (ou "la bataille d'Edchera") est une bataille qui a eu lieu le 13 janvier 1958 à Dcheira (en espagnol : Edchera), au nord de Laayoune. Dans le cadre de la guerre d'Ifni, l'Armée de libération nationale du Maroc (ALN) mène des opérations militaires contre les troupes coloniales espagnoles pour libérer Ifni, Tarfaya, et le Sahara espagnol. Le 12 janvier 1958, le Maroc attaque la garnison espagnole à Laâyoune. L'offensive échoue. Vaincus et repoussés par les Espagnols, les combattants marocains de l'ALN battent en retraite vers le sud-est. Cependant une autre occasion d'attaquer se présente dès le lendemain, lorsque 350 hommes de deux compagnies espagnoles du 13e bataillon légionnaire effectuent une mission de reconnaissance à Edchera. Invisibles depuis leurs positions dans les dunes, environ 500 combattants marocains ouvrent le feu.
En février 1958, les troupes franco-espagnoles lancent une contre-offensive de grande envergure qui permet de démanteler l'Armée de libération marocaine au Sahara espagnol. Pour la première fois, des attaques aériennes sont lancées, la France et l'Espagne déployant 130 appareils (60 espagnols et 70 français). Sur le sol sont intervenus 9 000 soldats espagnols et 5 000 français. Le lieutenant-général Lopez Valencia, capitaine général des îles Canaries, commandait les forces espagnoles.

## Effectifs et composition
À la fin des combats pour l'indépendance du nord du Maroc en 1956, l'ALN est composée d'environ 5 000 hommes  (dont environ 3000 vétérans des combats pour l'indépendance du front nord) originaires dans leur immenses majorité du rif central (Igzennayen, Ait Ammart et dans une moindre mesure Ait Ouriaghel) 

## Armement
Concernant l'ALN, l'armement en provenance principalement d'Égypte (en lien avec Abdelkrim el-Khattabi ) est à destination commune des résistants marocains et algériens, il transite par Nador  (où il est réceptionné  par Abbas Mesaaâdi et Abdellah Senhaji)  et Tetouan sous supervision et soutient logistique du comité de Tetouan (Torrès, Docteur Khattib, Cheikh Messaoud etc.).

### Sources bibliographiques
1. ↑  Gaudio, p. 75.